# Битва на реке Судоме
Битва на реке Судоме — четвёртое из сражений периода борьбы за власть между потомками Владимира Святого, произошедшее в 1021 году на реке Судоме, между войском великого князя Киевского Ярослава Владимировича и войском его племянника Брячислава Изяславича Полоцкого. Летописные сведения о противостоянии расходятся с изложением тех же событий в скандинавском источнике «Сага об Эймунде».

## История
В 1019 году Ярослав, выиграв битву на реке Альте, окончательно утвердился на киевском княжении. В 1021 году Брячислав совершил грабительский набег на Новгород. Находящийся в то время в Киеве Ярослав собрал войско, за 7 дней преодолел расстояние около 800 км и перехватил войско племянника, возвращающееся с множеством пленных в Полоцк. По одной версии, Ярослав одержал победу и освободил пленных новгородцев. Брячислав якобы бежал в Полоцк, но Ярослав не преследовал его (Повесть временных лет). Более правдоподобной выглядит версия, вытекающая из скандинавской «Саги об Эймунде»: войска сошлись, но сражения так и не произошло. Наёмники-норманны из отряда Брячислава пробрались к лагерю противника и сумели похитить жену киевского князя Ингигерду (Ирину), когда она с охранниками ехала по лесной дороге. Узнав о том, Ярослав был вынужден вступить в переговоры и согласиться на условия Брячислава, хоть и имел перевес в силе. Полоцкий князь освободил пленных новгородцев, вернул Ингигерду, взамен добившись мира, сохранив все свои владения и дополнительно получив два важных города, стоявших на торговом пути — Витебск и Усвят. Исход этого противостояния был не в пользу Ярослава.